# Icterus prosthemelas
El bolsero dominico (Icterus prosthemelas), también conocido como turpial cabecinegro, es una especie de ave paseriforme de la familia Icteridae, propio de  América Central y México. Se distinguen 2 subespecies.

## Distribución y hábitat
Es nativo de Panamá, Costa Rica, Nicaragua, Guatemala, México, y posiblemente Honduras. Ocurre accidentalmente en Puerto Rico.
Su hábitat natural se compone de bosque húmedo subtropical y tropical, cerca de espacios abiertos como savanas, pastizales, y matorrales. También ocurre en huertos, especialmente en plantaciones cítricas.

## Subespecies
Se reconocen las siguientes subespecies:
- Icterus prosthemelas praecox A. R. Phillips & Dickerman, 1965
- Icterus prosthemelas prosthemelas (Strickland, 1850)